# Разделяне на Чехословакия
Разпадането на Чехословакия (на чешки: Rozdělení Československa, на словашки: Rozdelenie Česko-Slovenska) се случва на 1 януари 1993 г., когато Чехословашката федерация се разделя на две независими държави – Чехия и Словакия.

## Предистория
До края на Първата световна война териториите на днешните Чехия и Словакия, тогава част съответно от Кралство Бохемия, Маркграфство Моравия и Кралство Унгария, са под управлението на Австро-Унгарската империя. След разпадането на империята по време на войната чешките и словашките представители подписват Питсбъргското споразумение на 18 октомври 1918 г., в което е решено да се създаде обща република.
През март 1939 г. словашките националисти, с подкрепата на нацистка Германия, обявяват създаването на Словашката република. Малко след това Германия нахлува в Чехия, от която вече е откъснала Судетска област по Мюнхенското споразумение, и е създала Протектората Бохемия и Моравия. Словашката република, която тогава е била призната само от някои страни по света, се присъединява към страните от Оста по време на Втората световна война.
Към края на Втората световна война Червената армия завзема Чехословакия от германците, а след войната републиката е възстановена като комунистическа държава, част от Източния блок. По време на Пражката пролет през 1968 г. в Чехословакия са въведени либерални реформи, но Съветският съюз нахлува в страната, за да ги потисне. Единствената реформа, която остава в сила през 1969 г., е да се даде възможност на словаците да станат по-автономни, превръщайки Чехословакия във федерация, съставена от Чешката социалистическа република и Социалистическа република Словакия.
Сривът на комунистическия блок също оказва влияние в Чехословакия и през 1989 г. Нежната революция довежда до падането на комунистическия режим в страната, почти без кръвопролития. През 1990 г. първите свободни избори се провеждат в страната за първи път от 30-те години на 20 век. Промените в същността и характера на държавата също довеждат до преосмисляне на партньорството между чехите и словаците.

## Разпадането
Дори след разпадането на комунистическия режим федералната структура на Чехословакия е запазена, и заедно с чехословашкия парламент продължават да функционират и в Чехия и в Словакия. През 1992 г. министър-председателят на Чехословакия Вацлав Клаус (също министър-председател на Чехия) и министър-председателят на Република Словакия Владимир Мечиар провеждат разговори за бъдещето на федерацията. Изследваните алтернативи са за затягането на връзките между републиките и създаването на по-централизиран режим, създаването на свободна конфедерация или разделянето на две напълно независими държави. На 17 юни словашкият парламент ги представя с fait accompli, като приема Словашката декларация за независимост. След декларацията президентът на Чехословакия Вацлав Хавел подава оставка. Клаус и Мечиар продължават контактите си, чиято цел бе да се разреши процедурата по разделянето. На 13 ноември, чешкият парламент одобрява закон, регулиращ разделянето на собствеността между двете страни, а на 25 ноември одобрява закон, според който Чехословакия ще престане да съществува на 31 декември в 12 през нощта.